# Đẳng cấu thăng giáng (hình học Riemann)
Trong hình học vi phân, đẳng cấu thăng giáng là một đẳng cấu giữa phân thớ tiếp xúc {\displaystyle \mathrm {T} M} và phân thớ đối tiếp xúc {\displaystyle \mathrm {T} ^{*}M} của một đa tạp Riemann, cảm sinh bởi tenxơ metric.

## Định nghĩa
Xét một đa tạp Riemann (M, g).
Cho trước một trường vectơ {\displaystyle X\in TM}, ta xác định giáng của nó, là một nhát cắt {\displaystyle X^{\flat }} của phần thớ đối tiếp xúc {\displaystyle T^{*}M}(hay một trường đối véc-tơ), bởi
{\displaystyle X_{p}^{\flat }(Y_{p})=\langle X_{p},Y_{p}\rangle }
với mọi {\displaystyle p\in M} và mọi trường véc-tơ Y. Đẳng cấu này gán cho phân thớ {\displaystyle T^{*}M} một tích vô hướng.
Tương tự, với một trường đối véc-tơ ω, ta định nghĩa thăng của nó, {\displaystyle \omega ^{\sharp }}, là trường véc-tơ duy nhất thỏa mãn
{\displaystyle {\bigl \langle }\omega _{p}^{\sharp },Y_{p}{\bigr \rangle }=\omega _{p}(Y_{p}),}
với mọi {\displaystyle p\in M} và mọi trường véc-tơ Y.
Ta có hai đẳng cấu là nghịch đảo của nhau
{\displaystyle \flat :{\rm {T}}M\to {\rm {T}}^{*}M,\qquad \sharp :{\rm {T}}^{*}M\to {\rm {T}}M.}

### Nâng hạ chỉ số
Sử dụng các ký hiệu nâng hạ chỉ số Einstein, với một trường mục tiêu địa phương {\displaystyle e_{1},\dots ,e_{n}} (và trường đối mục tiêu tương ứng {\displaystyle e^{1},\dots ,e^{n}} thỏa mãn {\displaystyle e^{i}(e_{j})=\delta _{j}^{i}}), ta có:
{\displaystyle X^{\flat }:=g_{ij}X^{i}\,\mathbf {e} ^{j}=X_{j}\,\mathbf {e} ^{j}.}
{\displaystyle \omega ^{\sharp }:=g^{ij}\omega _{i}\mathbf {e} _{j}=\omega ^{j}\mathbf {e} _{j},}